# Foibé
Foibé (starořecky Φοίβη „zářící“, latinsky Phoebe) je v řecké mytologii titánka první generace, manželka Koia, matka Létó a babička Apollóna, Artemidy a Hekaté. Římané Foibé ztotožňovali s Dianou.
Většina zdrojů se shoduje v tom že byla dcerou Úrana a Gaie, stejně jako její manžel a ostatní titáni první generace: Ókeanos a Téthys, Kríos, Hyperión a Theia, Iapetos, Themis, Mnémosyné a nejmladší Kronos a Rheia. V Homérově díle však existují náznaky podání podle kterého byli Titáni dětmi Ókeana a Téthydy. S Koiem pak zplodila Létó a Asterii, první z nich zplodila s Diem Apollóna a Artemidu, druhá s titánem Persem Hekaté. Apollónovo přízvisko Φοῖβος Foibos je mužskou formou jejího jména.
Hésiodos nazývá Foibé zlatem korunovanou, Homérský hymnus na Apollóna ji nejspíše ztotožňuje s Dioné, především však byla bohyní Delfské věštírny. Tuto tradici zmiňuje Aischylos ve svých Eumenidách kde uvádí že věštírna původně náležela Gaie, poté Themidě, která ji předala Foibé a ta ji zas darovala Apollónovy k jeho narozeninám.